# أودو دي فابيو
أودو دي فابيو (بالألمانية: Udo Di Fabio) هو قاضي ومحامي وكاتب ألماني، ولد في 26 مارس 1954 في Walsum ‏ في ألمانيا.

## وصلات خارجية
- أودو دي فابيو على موقع IMDb (الإنجليزية)
- أودو دي فابيو على موقع مونزينجر (الألمانية)